# Tridamus
Tridamus, oder Triadamos, war möglicherweise eine kelto-britische Gottheit. Der Name wurde bisher nur von einer Inschrift herausgelesen, die sich in Michaelchurch fand und vielleicht ursprünglich in Magnis aufgestellt war (zur näheren Beschreibung des Altares mit der Inschrift siehe den Ortsartikel Michaelchurch). Falls der Name stimmt, käme er von den keltischen Wörtern *tri- (drei) und *damo (Kuh) und würde der Dreifache Rindergott bedeuten. 
Da die Inschrift allerdings eher als EO TRI[VII] BECCICUS DONAVIT ARA[M] („[Dem Gott der] drei Wege stiftet Beccicus diesen Altar“) gelesen wird, ist diese obengenannte Version und die Existenz der Gottheit sehr fragwürdig, obwohl sie in einigen unsicheren Quellen nach wie vor erwähnt wird.